# حزمة بروتوكولات إكس 25
حزمة بروتوكولات أكس 25 (بالإنجليزية: X.25 protocol suite)‏ هي حزمة بروتوكولات معياريّة معتمدة من قبل الاتحاد الدولي للاتصالات، تستعمل لتنفيذ تقنية تبديل الرزم في الشبكات المُتباعدة. تتألف الشبكة التي تدعم هذه الحزمة من عُقد تبادل الرزم (PSE) كعتاد للشبكة، والخطوط المستأجرة أو شبكات الهاتف التقليديّة أو وصلات الشبكة الرقمية للخدمات المتكاملة (ISDN) كوسط نقل فيزيائيّ.
كانت ذروة شعبية الحزمة في الثمانينيات من القرن العشرين، وقد قامت اللجنة الاستشارية الدولية للهاتف والتلغراف (CCITT)، والتي أصبحت لاحقاً قطاع المعايير في الاتحاد الدولي للاتصالات (IUT-T)، مجموعة من المسودات لتوصيف الحزمة، لاحقاً، في العام 1976م، أصدرت ما يعرف باسم الكتاب البرتقالي (Orange Book)، الذي يُعدّ معياراً لهذه الحزمة.
حلت حزمة بروتوكولات الإنترنت (TCP/IP) محل حزمة بروتوكولات أكس 25، ولكنّ لم يتوقف استعمالها بشكلٍ نهائي، فهي ما تزال تستخدم في بعض الدراسات التخصصية.